# Mehmed Abd-ul-Aziz II
Mehmed Abdulaziz ó Abdulaziz Mehmed (26 de septiembre de 1901, Constantinopla, Imperio otomano-19 de enero de 1977, Niza, Francia) era el jefe de la 40.ª dinastía otomana de 1973 a 1977. Si hubiese reinado habría sido conocido como sultán Abdulaziz II.

## Biografía
Nació en el palacio de Ortaköy en Estambul, fue hijo del príncipe Mehmed Seyfeddin, contralmirante de la Armada otomana (hijo del sultán Abdulaziz y de su sexta esposa) y de la primera esposa de este, la georgiana Necem Felek Hanım.  Se casó en El Cairo el 21 de febrero de 1929 con Berkemal Yegen Hanım, descendiente de Menliki Ahmad Pasha y Emine Zübeyde (hermana de Mehmet Alí, wali de Egipto), y tuvieron una hija: Hürrem Abdulaziz. Murió en Niza y fue enterrado allí.